# Parlamentní volby ve Slovinsku 2018
Parlamentní volby ve Slovinsku 2018 se konaly 3. června. Zvoleno bylo všech 90 mandátů ve Státním shomáždění. Volby se původně měly konat až 10. června, ale po rezignaci předsedy vlády Mira Cerara 14. března 2018 z důvodu neshod ve vládní koalici, kterou tvořily SMC, SD a DeSUS, všechny strany zastoupené ve Státním shromáždění požadovaly co nejrychlejší konání předčasných voleb. Prezident Borut Bahor požadavku parlamentních uskupení vyhověl a 14. dubna 2018 rozpustil Státní shromáždění. Ve volbách zvítězila pravicová SDS, kterou do voleb vedl bývalý premiér Janez Janša. SDS sázela na protiimigrační kampaň, ze zahraničí ji podpořil i maďarský premiér Viktor Orbán. Navzdory tomu ale vládu nakonec sestavilo pět středolevicových stran LMŠ, SD, SMC, SAB a DeSUS s podporou krajně levicové strany Levica v čele s premiérem Marjanem Šarecem z LMŠ.

## Výsledky voleb
Volby vyhrála SDS, která získala 24,92 % a 25 mandátů. Na druhém místě skončila LMŠ, jež získala 12,6 % a 13 mandátů. Následovala SD se 9,93 % a 10 mandáty, SMC s 9,75 % a 10 mandáty, Levica s 9,33 % a 9 mandáty, NSi se 7,13 % a 7 mandáty, SAB s 5,11 % a 5 mandáty, DeSUS s 4,93 % a 5 mandáty a SNS se 4,17 % a 4 mandáty. Do Státního shromáždění se tak dostalo 9 stran a uskupení.
|                        | SDS          | LMŠ          | SD          | SMC          | Levica      | NSi         | SAB             | DeSUS        | SNS            |
| ---------------------- | ------------ | ------------ | ----------- | ------------ | ----------- | ----------- | --------------- | ------------ | -------------- |
| Volební lídr           | Janez Janša  | Marjan Šarec | Dejan Židan | Miro Cerar   | Luka Mesec  | Matej Tonin | Alenka Bratušek | Karl Erjavec | Zmago Jelinčič |
| Počet hlasů            | 222 042      | 112 250      | 88 524      | 86 868       | 83 108      | 63 792      | 45 492          | 43 889       | 37 182         |
| Podíl                  | 24,92 % ▲    | 12,6 % ▬     | 9,93 % ▲    | 9,75 % ▼     | 9,33 % ▬    | 7,16 % ▲    | 5,11 % ▲        | 4,93 % ▼     | 4,17 % ▲       |
| Počet mandátů          | 25           | 13           | 10          | 10           | 9           | 7           | 5               | 5            | 4              |
| Předchozí volby (2014) | 20,69 % (21) | nová strana  | 5,98 % (6)  | 34,61 % (36) | nová strana | 5,59 % (5)  | 4,38 % (4)      | 10,21 % (10) | 2,2% (0)       |